# Kristine O'Brien
Pour les articles homonymes, voir O'Brien.
Kristine O'Brien, née le 3 octobre 1991, est une rameuse américaine.

## Palmarès

### Championnats du monde
| Discipline       | Aiguebelette 2015 France | Rotterdam 2016 Pays-Bas | Plovdiv 2018 Bulgarie | Ottensheim 2019 Autriche |
| ---------------- | ------------------------ | ----------------------- | --------------------- | ------------------------ |
| Quatre de pointe | Or                       | Argent                  |                       |                          |
| Huit             |                          |                         | Or                    | Bronze                   |